# Jimmy Connors
James Scott »Jimmy« Connors, ameriški tenisač, * 2. september 1952, East St. Louis, Illinois, ZDA.
Connors je nekdanja številka 1 lestvice ATP in zmagovalec osmih posamičnih turnirjev za Grand Slam, še sedemkrat pa je zaigral v finalu le-teh. Petkrat je osvojil Odprto prvenstvo ZDA, dvakrat Odprto prvenstvo Anglije, enkrat Odprto prvenstvo Avstralije, na turnirjih za Odprto prvenstvo Francije pa se mu je kot najboljši rezultat štirikrat uspelo uvrstiti v polfinale. Leta 1974 je kot drugi tenisač v eri Odprtih prvenstev osvojil tri turnirje za Grand Slam v koledarskem letu. Connors je edini tenisač, ki je osvojil Odprto prvenstvo ZDA na travnati, peščeni in trdi podlagi. S tem je tudi eden petih tenisačev, ki so osvojili turnirje za Grand Slam na vseh treh podlagah. Kot prvi tenisač je presegel mejo 200 tednov na vrhu lestvice ATP, skupno 268 tednov oz. več kot pet let. V svoji karieri se je na turnirjih za Grand Slam uvrstil v rekordnih 31 polfinal in 41 čertrfinal.

## Finali Grand Slamov (15)

### Zmage (8)
| Leto | Turnir                       | Nasprotnik v finalu | Rezultat finala               |
| 1974 | Odprto prvenstvo Avstralije  | Phil Dent           | 7–6(7), 6–4, 4–6, 6–3         |
| 1974 | Odprto prvenstvo Anglije     | Ken Rosewall        | 6–1, 6–1, 6–4                 |
| 1974 | Odprto prvenstvo ZDA         | Ken Rosewall        | 6–1, 6–0, 6–1                 |
| 1976 | Odprto prvenstvo ZDA (2)     | Björn Borg          | 6–4, 3–6, 7–6(9), 6–4         |
| 1978 | Odprto prvenstvo ZDA (3)     | Björn Borg          | 6–4, 6–2, 6–2                 |
| 1982 | Odprto prvenstvo Anglije (2) | John McEnroe        | 3–6, 6–3, 6–7(2), 7–6(5), 6–4 |
| 1982 | Odprto prvenstvo ZDA (4)     | Ivan Lendl          | 6–3, 6–2, 4–6, 6–4            |
| 1983 | Odprto prvenstvo ZDA (5)     | Ivan Lendl          | 6–3, 6–7(2), 7–5, 6–0         |

### Porazi (7)
| Leto | Turnir                       | Nasprotnik v finalu | Rezultat finala         |
| 1975 | Odprto prvenstvo Avstralije  | John Newcombe       | 7–5, 3–6, 6–4, 7–6(7)   |
| 1975 | Odprto prvenstvo Anglije     | Arthur Ashe         | 6–1, 6–1, 5–7, 6–4      |
| 1975 | Odprto prvenstvo ZDA         | Manuel Orantes      | 6–4, 6–3, 6–3           |
| 1977 | Odprto prvenstvo Anglije (2) | Björn Borg          | 3–6, 6–2, 6–1, 5–7, 6–4 |
| 1977 | Odprto prvenstvo ZDA (2)     | Guillermo Vilas     | 2–6, 6–3, 7–6(4), 6–0   |
| 1978 | Odprto prvenstvo Anglije (3) | Björn Borg          | 6–2, 6–2, 6–3           |
| 1984 | Odprto prvenstvo Anglije (4) | John McEnroe        | 6–1, 6–1, 6–2           |